# Péter Lóránt
Péter Károly Lóránt (Budapest, 23 ottobre 1985) è un ex cestista ungherese.

## Carriera
Lóránt inizia la sua carriera in Ungheria dove gioca 5 stagioni tra il Fortress Körmend ed il Debreceni.
Dopo una breve parentesi annuale in Belgio con la maglia dell'RC Antwerp si trasferisce in Spagna dove passa 6 stagioni tra Manresa, Burgos e l'ultimo anno al Lagun Aro B.C.
Nell'estate 2012 si trasferisce alla Virtus Roma, raggiungendo un terzo posto in regular season e la finale scudetto, poi persa contro la Mens Sana Siena. Il 26 luglio 2013 viene ufficializzato il suo trasferimento allo Szolnoki Olaj. Il 17 gennaio 2015 passa alla VL Pesaro.

## Palmarès
- Campionato ungherese: 3

Körmend: 2002-03
Szolnoki Olaj: 2013-14
Alba Fehérvár: 2016-17
- Coppa d'Ungheria: 2

Szolnoki Olaj: 2014
Alba Fehérvár: 2017